# Lutjanus timoriensis
Lutjanus timoriensis is een straalvinnige vissensoort uit de familie van de snappers (Lutjanidae). De wetenschappelijke naam van de soort is voor het eerst geldig gepubliceerd in 1824 door Quoy & Gaimard. De vis kan een lengte bereiken van 50 centimeter.

## Leefomgeving
Lutjanus timoriensis is een zoutwatervis. De vis prefereert een tropisch klimaat en leeft hoofdzakelijk in de Grote Oceaan. De diepteverspreiding is 20 tot 130 meter onder het wateroppervlak.

## Relatie tot de mens
Lutjanus timoriensis is voor de visserij van beperkt commercieel belang. In de hengelsport wordt er weinig op de vis gejaagd.